# Sober (singel Pink)
Sober – drugi singiel promujący piąty album studyjny amerykańskiej wokalistki pop-rockowej Pink, Funhouse.
Tekst został stworzony przez Nate Hillsa, Kare DioGuardi i Marcella Araica. Produkcją singla zajął się Danja i Tony Kanal. Odniósł on duży sukces na listach przebojów tak jak jego poprzednik – „So What”. Zadebiutował na 53 miejscu na liście Billboard, a kilka tygodni później na 15.
W 2010 roku piosenka była nominowana do Grammy Award w kategorii Best Female Pop Vocal Performance.
Teledysk do piosenki został nagrany w Sztokholmie (Szwecja) w reżyserii Jonasa Akerlunda. Jest drugim który osiągnął szczyt oglądalności na YouTube – aż 34 mln odsłon.

## Lista utworów
Singel CD UK
1. „Sober” – 4:11
2. „When We’re Through” – 4:22

German Single CD
1. „Sober” – 4:14
2. „When We’re Through” – 4:22
3. „Sober” (Bimbo Jones Radio Edit) – 3:04
4. „Sober” (Junior’s Spinning Around Tribal Dub) – 9:00

## Listy przebojów
| Notowania (2009r.)              | Pozycja | koniec '08 | koniec '09 | Certyfikaty | Sprzedaż  |
| ------------------------------- | ------- | ---------- | ---------- | ----------- | --------- |
| Australian ARIA Singles Chart   | 6       | 54         |            | Platyna     | 70,000    |
| Ö3 Austria Top 40               | 4       |            |            | Złoto       | 15,000    |
| Ultra top 50                    | 10      |            |            |             |           |
| RADIO TOP100 Oficiální          | 1       |            |            |             |           |
| Track Listen Top-40             | 14      |            |            |             |           |
| Finnish Singles Chart           | 8       |            |            |             |           |
| Greek Airplay Chart             | 12      |            |            |             |           |
| Nederlandse Top 40              | 3       |            |            |             |           |
| The Irish Singles Chart         | 12      |            |            |             |           |
| Canadian Hot 100                | 8       |            |            |             |           |
| Media Control Charts            | 3       |            |            | Złoto       | 150,000   |
| New Zealand RIANZ Singles Chart | 7       |            |            | Złoto       | 7,500     |
| Billboard Hot 100               | 15      |            |            | Platyna     | 1,369,227 |
| Swiss Music Charts              | 5       |            |            |             |           |
| Sverigetopplistan               | 9       |            |            |             |           |
| The Türkiye Top 20              | 17      |            |            |             |           |
| The UK Singles Chart            | 9       |            |            |             |           |
| United World Chart              |         |            |            | Platyna     | 3,552,000 |

## Daty wydania
|                   | Daty              | Format                      |            |
| ----------------- | ----------------- | --------------------------- | ---------- |
| Stany Zjednoczone | 4 listopada 2008  | Digital download            | Sony Music |
| Australia         | 15 listopada 2008 | Digital download, Single CD | Sony Music |
| Niemcy            | 5 grudnia 2008    | Digital download, Single CD | Sony Music |
| Wielka Brytania   | 19 stycznia 2009  | Digital download, Single CD | Sony Music |